# 2014년 에베레스트 눈사태
2014년 에베레스트 눈사태는 2014년 4월 18일 에베레스트 산에서 눈사태가 발생하여 네팔인 산악 가이드 16명이 사망한 천재지변이다.

## 같이 보기
- 네팔
- 눈사태